# Bonnevaux-le-Prieuré
Bonnevaux-le-Prieuré is een plaats en voormalige gemeente in het Franse departement Doubs in de regio Bourgogne-Franche-Comté en telt 109 inwoners (2009). De plaats maakt deel uit van het arrondissement Besançon. Op 1 januari 2016 werd de gemeente opgeheven een aan Ornans toegevoegd.

## Geografie
De oppervlakte van Bonnevaux-le-Prieuré bedraagt 3,1 km², de bevolkingsdichtheid is dus 35,2 inwoners per km².
De onderstaande kaart toont de ligging van Bonnevaux-le-Prieuré met de belangrijkste infrastructuur en aangrenzende gemeenten.

## Demografie
Onderstaande figuur toont het verloop van het inwonertal.